# Diócesis de Bathurst (Australia)
La diócesis de Bathurst (en latín: Dioecesis Bathurstensis y en inglés: Roman Catholic Diocese of Bathurst in Australia) es una circunscripción eclesiástica de la Iglesia católica en Australia. Se trata de una diócesis latina, sufragánea de la arquidiócesis de Sídney. Desde el 15 de abril de 2009 su obispo es Michael McKenna.

## Territorio y organización
La diócesis tiene 103 560 km² y extiende su jurisdicción sobre los fieles católicos de rito latino residentes en la parte del estado de Nueva Gales del Sur, abarcando desde Coonamble en el norte hasta Cowra en el sur, Lithgow en el este y Eugowra en el oeste.
La sede de la diócesis se encuentra en la ciudad de Bathurst, en donde se halla la Catedral de los San Miguel y San Juan.
En 2022 en la diócesis existían 17 parroquias.

## Historia
1 o 2 de noviembre de 1830 se cree que se celebró la primera misa católica en Bathurst, cuando asistió allí el sacerdote John Joseph Therry desde Sídney en ocasión de la ejecución de un convicto. En 1838 se asignaron al distrito dos sacerdotes irlandeses.
La diócesis fue erigida el 20 de junio de 1865 mediante el breve Quod catholicae del papa Pío IX, obteniendo el territorio de la arquidiócesis de Sídney.
El 10 de mayo de 1887 cedió una parte de su territorio para la erección de la diócesis de Wilcannia (hoy diócesis de Wilcannia-Forbes) mediante el breve Ex debito pastoralis del papa León XIII, a la que cedió otros 6 distritos parroquiales (Forbes, Condobolin, Parkes, Peak Hill, Narromine y Warren) el 28 de julio de 1917 mediante el breve Cum ex Apostolico del papa Benedicto XVI.
El 1 de septiembre de 1937, con la carta apostólica Romanum Pontificem, el papa Pío XI proclamó a san Patricio como patrono de la diócesis.

## Estadísticas
Según el Anuario Pontificio 2023 la diócesis tenía a fines de 2022 un total de 66 660 fieles bautizados.
| Año                                                                             | Población            | Población | Población      | Sacerdotes | Sacerdotes    | Sacerdotes    | Bautizados por sacerdote | Diáconos permanentes | Religiosos | Religiosos | Parroquias |
| Año                                                                             | Bautizados católicos | Total     | % de católicos | Total      | Clero secular | Clero regular | Bautizados por sacerdote | Diáconos permanentes | Varones    | Mujeres    | Parroquias |
| ------------------------------------------------------------------------------- | -------------------- | --------- | -------------- | ---------- | ------------- | ------------- | ------------------------ | -------------------- | ---------- | ---------- | ---------- |
| 1949                                                                            | 32 260               | 127 374   | 25.3           | 72         | 60            | 12            | 448                      |                      | 30         | 345        | 21         |
| 1954                                                                            | 36 573               | 130 647   | 28.0           | 74         | 61            | 13            | 494                      |                      | 19         | 314        | 22         |
| 1965                                                                            | 50 145               | 177 329   | 28.3           | 73         | 61            | 12            | 686                      |                      | 28         | 414        | 32         |
| 1968                                                                            | 46 011               | 184 045   | 25.0           | 71         | 59            | 12            | 648                      |                      | 31         | 367        | 32         |
| 1980                                                                            | 59 700               | 202 000   | 29.6           | 49         | 40            | 9             | 1218                     |                      | 17         | 257        | 26         |
| 1990                                                                            | 55 628               | 185 798   | 29.9           | 48         | 43            | 5             | 1158                     |                      | 17         | 180        | 25         |
| 1999                                                                            | 63 370               | 197 526   | 32.1           | 41         | 38            | 3             | 1545                     |                      | 11         | 116        | 22         |
| 2000                                                                            | 64 859               | 198 163   | 32.7           | 38         | 38            |               | 1706                     |                      | 4          | 120        | 22         |
| 2001                                                                            | 64 936               | 207 795   | 31.3           | 40         | 36            | 4             | 1623                     |                      | 5          | 110        | 22         |
| 2002                                                                            | 66 185               | 273 346   | 24.2           | 40         | 36            | 4             | 1654                     |                      | 5          | 110        | 21         |
| 2003                                                                            | 64 720               | 202 658   | 31.9           | 39         | 35            | 4             | 1659                     |                      | 5          | 106        | 21         |
| 2004                                                                            | 67 728               | 203 621   | 33.3           | 38         | 34            | 4             | 1782                     |                      | 5          | 101        | 21         |
| 2006                                                                            | 48 342               | 172 982   | 27.9           | 35         | 31            | 4             | 1381                     |                      | 5          | 93         | 21         |
| 2012                                                                            | 67 400               | 225 000   | 30.0           | 36         | 29            | 7             | 1872                     |                      | 8          | 96         | 19         |
| 2015                                                                            | 70 200               | 228 800   | 30.7           | 30         | 22            | 8             | 2340                     |                      | 9          | 80         | 19         |
| 2018                                                                            | 65 485               | 232 817   | 28.1           | 29         | 21            | 8             | 2258                     | 4                    | 8          | 65         | 17         |
| 2020                                                                            | 65 681               | 232 701   | 28.2           | 30         | 23            | 7             | 2189                     | 4                    | 7          | 60         | 17         |
| 2022                                                                            | 66 660               | 236 190   | 28.2           | 30         | 23            | 7             | 2222                     | 4                    | 7          | 55         | 17         |
| Fuente: Catholic-Hierarchy, que a su vez toma los datos del Anuario Pontificio. |                      |           |                |            |               |               |                          |                      |            |            |            |

## Episcopologio
- Matthew Quinn † (23 de junio de 1865-16 de enero de 1885 falleció)
- Joseph Patrick Byrne † (5 de mayo de 1885-12 de enero de 1901 falleció)
- John Mary Dunne † (8 de septiembre de 1901-22 de agosto de 1919 falleció)
- Michael O'Farrell, C.M. † (16 de junio de 1920-3 de abril de 1928 falleció)
- John Francis Norton † (9 de abril de 1928 por sucesión-16 de junio de 1963 falleció)
- Albert Reuben Edward Thomas † (29 de septiembre de 1963-12 de abril de 1983 retirado)
- Patrick Dougherty † (1 de septiembre de 1983-11 de noviembre de 2008 retirado)
- Michael McKenna, desde el 15 de abril de 2009